# 지미 파레디스
지미 산티아고 파레디스 테레로(Jimmy Santiago Paredes Terrero, 1988년 11월 25일 ~ )는 도미니카 공화국의 야구 선수이자, 전 KBO 리그 두산 베어스의 외야수, 내야수, 지명타자이다.

## 미국 프로야구시절
2011년에 휴스턴 애스트로스에 입단하였다.

## 일본 프로야구시절
2017년에 지바 롯데 마린스에 입단하였다.

## 한국 프로야구시절

### 두산 베어스시절
2018년부터 닉 에번스를 대체할 외국인 타자로 영입되었다. 2018년 6월 1일에 성적 부진으로 인해 방출되었다.
방출사유는 그가 2군에서 올라오고 나서 선구안이나 볼넷 등 분명히 개선된 부분은 있었으나 불안한 수비는 여전하였고 타율은 0.138으로 타격에서도 반등에 모습을 보이지 않아 결국 두산 베어스로부터 웨이버 공시 당하였으며, 올해 프로야구 용병 첫 방출선수가 되는 등 불명예를 많이 가진 선수이기도 하다. 그의 대체 용병으로는 스캇 반 슬라이크가 영입되었으며 한때 케니스 바르가스 영입설이 있었으나 메이저리그 도전 때문에 무산됐다.